# Jordi Dauder
Jordi Dauder i Guardiola, né le 5 mars 1938 à Badalone et mort le 16 septembre 2011 à Madrid, est un acteur espagnol.

## Biographie
Après avoir obtenu son diplôme en arts à l'Université de Barcelone et d'histoire à l'Université de Paris, où il a dû émigrer pour des raisons politiques. il fait ses premiers pas dans le théâtre, et participe à divers mouvements sociaux comme celui de Mai 1968. 
En 2008, il interprète Manuel Azaña, dernier président de la Deuxième République espagnole dans le film Azaña, cuatro días de julio (Azaña, quatre jours de juillet), qui lui vaut le Prix Gaudí pour son rôle.
Le catalan est également un acteur et réalisateur de voix de doublage, pour Gregory Peck ou Nick Nolte entre autres.
Il est écrivain, auteur de romans, de nouvelles et de poésies. 
Dauder, qui possède déjà le Prix Sant Jordi du meilleur acteur espagnol (1991) et le Prix du public du meilleur acteur catalan (1997), a obtenu  le Prix Goya du meilleur second rôle masculin en 2009 pour son rôle dans le film de Javier Fesser Camino. 
En 2008, il a reçu la Creu de Sant Jordi. 

## Filmographie
- 1990 : Pont de Varsovie, de Pere Portabella
- 1990 : La teranyina, d'Antoni Verdaguer
- 1990 : La Punyalada
- 1992 : El largo invierno de Jaime Camino
- 1993 : La febre d'or, de Gonzalo Herralde
- 1994 : La pasión turca de Vicente Aranda
- 1995 : El perquè de tot plegat, de Ventura Pons
- 1995 : Land and Freedom, de Ken Loach
- 1997 : Caresses, de Ventura Pons
- 1999 : Els sense nom, de Jaume Balagueró
- 2001 : Anita n'en fait qu'à sa tête (Anita no pierde el tren), de Ventura Pons
- 2003 : La flaqueza del bolchevique
- 2004 : Amor idiota, de Ventura Pons
- 2008 : Camino, de Javier Fesser
- 2011 : Le Moine, de Dominik Moll

## Théâtre
- 1983 : Medea, de Núria Espert
- 1992 : El último vals, de Samuel Beckett
- 1996 : La Celestina, de Fernando de Rojas, mise en scène de Hermann Bonnin
- 1999 : El lector por horas, de José Sanchis Sinisterra
- 2000 : El alcalde de Zalamea (2000), de Sergi Belbel
- 2003 : Via Gagarin, de Jesús Diez (Teatre Nacional de Catalunya)
- 2007 : Don Gil de las Calzas verdes, de Eduardo Vasco (Teatre Nacional de Catalunya)

## Distinctions
- Prix Goya du meilleur second rôle masculin pour Camino